# Туябугузское водохранилище
Туябугузское водохранилище, Тюябугузское водохранилище (узб. Tuyabo‘g‘iz suv ombori, Туябўғиз сув омбори; в обиходе — Ташкентское море или Ташморе) — гидротехническое сооружение в Ташкентской области, водохранилище в среднем течении реки Ахангаран. Одно из двух водохранилищ на реке (вместе с Ахангаранским водохранилищем). Питает Туябугузский левобережный канал и Левобережный Карасу.
На северном берегу Туябугузского водохранилища расположен посёлок городского типа — Туябугуз. По гребню плотины проложена автотрасса Ташкент — Бекабад.
В 2019 году была введена в строй ГЭС в 12 МВт.

## Характеристики
Площадь водохранилища составляет 20 км². Полный объём равен 250 млн м³, полезный объём — 224 млн м³. Средняя глубина водоёма — 12,5 м. 
Сооружение имеет водосброс длиной 440 м по типу быстротока с высотой падения 34 м. Расход воды для сбросного сооружения — 760 м³/с. 
Водохранилище имеет два водовыпуска башенного типа с различных берегов Ахангарана. По специальному правобережному каналу вода поступает в Левобережный Карасу (55 м³/с). Второй водовыпуск служит головным регулятором Туябугузского левобережного канала (25 м³/с).

## История
Узел водохранилища был возведён в 1962 году. Проект гидротехнического сооружения был разработан институтом Средазгипроводхлопок. Оно включает насыпную земляную плотину длиной 2,9 км (гребень), с обоих концов которой расположены дамбы обвалования суммарной протяжённостью 1,9 км. Центральная часть плотины перегораживает пойму реки Ахангаран. Она образована суглинистым ядром, который вверху и внизу пригружен галечником уменьшающейся мощности к краям. Поверху она укреплена сборными железобетонными плитами габаритами 2×2×0,2 м и монолитным железобетоном. Дамбы целиком возведены из суглинка. По гребню плотины проложена автотрасса Ташкент — Бекабад.
Водохранилище было построено с целью сезонного регулирования водных ресурсов рек Ахангаран и Чирчик (часть вод которого перебрасывается посредством Ташкентского канала и вливается в Ахангаран у первого дюкера), которые идут на нужды орошения.
Сооружение имеет водосброс длиной 440 м по типу быстротока с высотой падения 34 м. Расход воды для сбросного сооружения — 760 м³/с. После десятилетней эксплуатации в окончании водосброса образовался существенный, угрожавший ему разрушением размыв, который был вызван активной разработкой галечника в приплотинной местности. Для ликвидации опасности в 600 м от сброса был возведён открытый двухступенчатый перепад с общей высотой падения 40 м.
Туябугузское водохранилище наилучшим образом обеспечивает водой для орошения Букинский, Аккурганский, Уртачирчикский и Куйичирчикский туманы. На территории вокруг Ташкентского моря создана зона отдыха.
Ташморе пользуется популярностью среди рыболовов-любителей, так как в его водах водятся змееголов, сазан, сом и другие крупные трофейные рыбы.
Существовали планы по переносу дороги, проходящей через плотину водохранилища. Объездная дорога должна была быть построена до 2003 года.

### Туябугузская ГЭС
В июле 2017 года началось строительство электростанции на водохранилище. В конце марта 2019 года Туябугузская ГЭС мощностью 12 МВт была введена в эксплуатацию. Строительства финансировалось средствами «Узбекгидроэнерго» и Эксим банка Китая. Оборудование предоставлено китайской компанией Dongfang Electric Corporation International Cooperation. 